# District 9
District 9 (Sector 9 en Hispanoamérica y Distrito 9 en España) es una película sudafricana-neozelandesa de ciencia ficción dirigida por Neill Blomkamp, escrita por Blomkamp y Terri Tatchell, y producida por Peter Jackson.
Protagonizada por Sharlto Copley, Jason Cope y Robert Hobbs, el film está ambientado en Johannesburgo en un ucrónico 2010, 28 años después de la llegada de una nave alienígena a la ciudad sudafricana. Más de dos décadas después del primer contacto, los extraterrestres conviven con humanos pero han sido ubicados en un gueto, el Distrito 9.
La historia fue inspirada a partir de un cortometraje de aproximadamente seis minutos de Blomkamp en el 2006, Alive In Joburg (Vivo en Johannesburgo).

## Argumento

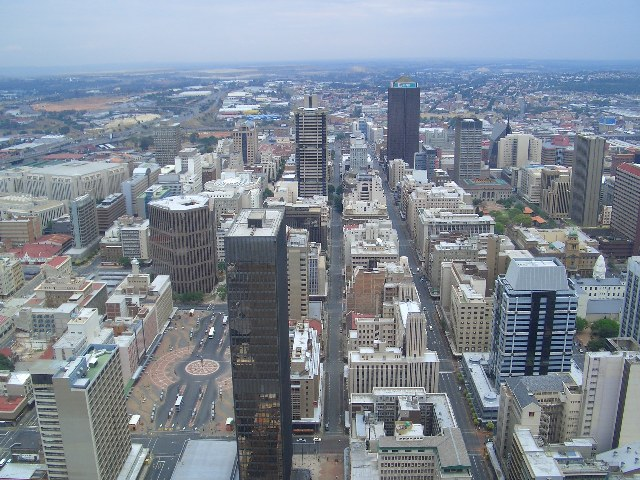
La película está ambientada en la Ciudad de Johannesburgo en el año 2010.

La película comienza como un documental. De esta forma el espectador conoce el trasfondo de la película: una gigantesca nave alienígena llegó a la Tierra en 1982 y permaneció suspendida sobre la ciudad de Johannesburgo, en Sudáfrica. Pasados varios meses sin que se observaran señales de vida y tras varias deliberaciones los humanos decidieron abrirse paso a través del blindaje de la nave para acceder al interior. Lo que allí se encontraron fue cerca de un millón de alienígenas desorientados y desnutridos. Al principio los extraterrestres recibieron ayuda humanitaria, pero con el tiempo se vieron obligados a vagar por la ciudad revolviendo en la basura y buscando comida. Los extraterrestres comenzaron también a robar y a cometer actos vandálicos en la ciudad para sobrevivir. La población de Johannesburgo mostraba cada vez más rechazo hacia los alienígenas, y tras las quejas generalizadas se logró que fueran recluidos en un área militarizada llamada Distrito 9, donde los alienígenas malvivían en chabolas.
Los extraterrestres, que recibieron numerosos nombres despectivos ("bichos" en español y "prawns" en inglés), sentían una enorme adicción por la comida de gato, por lo que tuvieron que vérselas con grupos criminales que se la conseguían a cambio de su armamento alienígena. Puesto que entre los alienígenas y nativos se producían enfrentamientos constantemente se creó un clima antialien generalizado que recordaba a los tiempos del apartheid. Los expertos explican que la nave nodriza perdió su módulo de control, por lo que no está operativa, y opinan que los alienígenas deben pertenecer a una clase obrera que está desorientada por la ausencia de sus líderes.
Aunque en principio el traslado al Distrito 9 iba a ser temporal, las Naciones Unidas no llegaron a ponerse de acuerdo sobre qué hacer con los alienígenas. El control de las criaturas terminó pasando a la Multi-National United (MNU), una compañía privada cuyo interés se reducía a explotar el armamento alienígena con fines económicos (sólo operable con ADN alienígena).
Wikus Van de Merwe es el responsable de campo de la MNU y está al mando del desahucio de los alienígenas, que van a ser reubicados en el Distrito 10 (situado muy lejos de Johannesburgo). Wikus comienza entregando las notificaciones de desalojo el 9 de agosto de 2010. Durante el proceso de notificación dos alienígenas están destilando secretamente un líquido obtenido a partir de piezas de tecnología alienígena. La sustancia que obtienen la guardan en un pequeño tubo de metal que Wikus descubre y confisca durante uno de los registros. Wikus es accidentalmente contaminado por el fluido al manipular el recipiente. Tras confiscarlo y guardarlo, tiene un enfrentamiento con uno de los dos alienígenas en el que se lesiona el brazo. El alienígena es ejecutado a sangre fría por Koobus Venter, líder de los mercenarios de la MNU. Más adelante Wikus entrega la notificación de desalojo al otro de los dos alienígenas (llamado Christopher Johnson por la MNU). Este cuestiona la legalidad del desalojo y se niega a firmar el documento. Sin embargo termina accediendo cuando Wikus amenaza con separarle de su hijo. Durante el resto del día Wikus sufre náuseas y vómitos, y pierde pelo y uñas.
Esa noche Wikus regresa a su casa, donde le espera una fiesta sorpresa para celebrar su reciente ascenso. Su salud se agrava repentinamente y es llevado al hospital. Cuando un médico le retira los vendajes de su brazo descubre que este ha mutado completamente al de un alienígena. Ante este evento, mercenarios de la MNU se lo llevan del hospital, sin explicarle nada a la esposa de Wikus, que ve aterrada cómo su marido es secuestrado sin poder intervenir. Una vez en las instalaciones de la MNU Wikus es sometido a numerosas pruebas con armas alienígenas. La MNU se hace también con el tubo que Wikus había confiscado el mismo día. Tras descubrir que Wikus puede disparar las armas como efecto de su transformación, los directivos de la MNU deciden utilizar a Wikus con fines experimentales. Pretenden replicar sus habilidades para operar armas, ya que estas sólo son utilizables por el ADN de los alienígenas. Sin embargo, Wikus usa su nueva fuerza para reducir a sus captores y escapar.
Convertido en fugitivo, Wikus se las arregla para llegar de nuevo al Distrito 9, y consigue encontrar por casualidad el refugio de Christopher Johnson y su hijo. La MNU propaga la falsa historia de que Wikus tiene una infección fruto de haber tenido relaciones sexuales con alienígenas. Wikus llama varias veces a Tania, su esposa, que, ante las historias inventadas por la MNU, le pide que deje de llamarla. Más adelante ambos hablan una última vez por iniciativa de Tania, pero resulta ser una trampa de la MNU para poder localizar el teléfono móvil de Wikus.
Mientras tanto, Christopher le revela a Wikus que el tubo confiscado contenía un fluido que le permitiría volver a poner en funcionamiento el módulo de control de la nave nodriza, que se halla bajo su chabola. De esta manera podría abandonar la Tierra. Christopher acuerda con Wikus revertir su transformación si él le devuelve el tubo de fluido, que ha sido guardado en los laboratorios de la MNU. Wikus acepta, y trata de comprar armas a la mafia nigeriana que domina el tráfico de comida de gato en el Distrito 9. Su cabecilla, Obesandjo, paralizado de cintura para abajo, no sólo no le vende armas, sino que lo captura, creyendo que podría adquirir la habilidad de operar las armas alienígenas comiendo el brazo alienígena de Wikus. A punto de perder su brazo, Wikus logra hacerse con un arma alienígena, matando con ella rápidamente a muchos de sus captores, y escapando con más armas.
Con las armas capturadas, Wikus y Christopher se abren paso por las instalaciones de la MNU y, tras acceder al Laboratorio de Biotecnología, consiguen recuperar el tubo de fluido. Tras un violento combate con las tropas mercenarias de la MNU, ambos se las arreglan para escapar y volver de nuevo al Distrito 9. Sin embargo, en los laboratorios de la MNU Christopher descubre cadáveres alienígenas horriblemente mutilados sobre los que la MNU experimentaba, por lo que al volver al Distrito 9 le comunica a Wikus que ha cambiado de plan. Decide volver a su planeta para conseguir ayuda para liberar a su pueblo antes de curar a Wikus, lo que calcula que le costará tres años. Frustrado por el cambio de plan, Wikus le golpea y le deja inconsciente, arrancando el módulo de control con la ayuda del hijo de Christopher. Sin embargo, poco después del despegue, la nave es derribada por unas defensas antiaéreas de la MNU, cayendo a tierra sin uno de sus motores.
Las fuerzas de la MNU hacen prisioneros a Wikus y Christopher, pero la banda de Obesandjo les tiende una emboscada. Los nigerianos capturan de nuevo a Wikus y se preparan para servir de nuevo el brazo de Wikus a Obesandjo. Desde el módulo de control derribado el hijo de Christopher activa la nave nodriza y un traje de combate mecanizado que mata a Obesandjo y sus hombres. Wikus se introduce en el traje y libera a Christopher de los mercenarios de la MNU, permitiéndole volver al módulo de control con su hijo. Antes de irse, Christopher le promete a Wikus que volverá en tres años para revertir su transformación. Después de una ardua y dura batalla contra los hombres de la MNU, malherido y en un estado de mutación mucho más avanzado, Wikus abandona el traje de combate para verse encañonado por Koobus Venter, el capitán y único superviviente del batallón de la MNU. Afortunadamente para Wikus, antes de que Venter pueda matarlo, un grupo de alienígenas acude en su ayuda y acaba con el mercenario.
Por su parte, Christopher activa la nave nodriza, provocando el júbilo de los habitantes de Johannesburgo y el asombro de los alienígenas. A continuación, la película muestra una serie de entrevistas y noticieros televisivos que proporcionan diversas opiniones sobre los acontecimientos. Los alienígenas son reubicados con éxito en el Distrito 10, y su número asciende a los 2.5 millones. Los experimentos ilegales con extraterrestres llevados a cabo por la MNU son hechos públicos por uno de los ayudantes de Wikus, lo que le lleva a la cárcel. Algunos de los entrevistados teorizan sobre el destino de Wikus, mientras que otros proporcionan hipótesis sobre el futuro retorno de Christopher Johnson para liberar a su especie o incluso declarar la guerra a la humanidad.
En una de las entrevistas, Tania revela que ha encontrado una pequeña flor de metal en el umbral de su puerta y que gracias a ello cree que su marido está vivo todavía. La película termina en un campo abierto, donde Wikus, ahora totalmente transformado en alienígena, es visto haciendo la misma flor de metal en un estercolero.

## Reparto

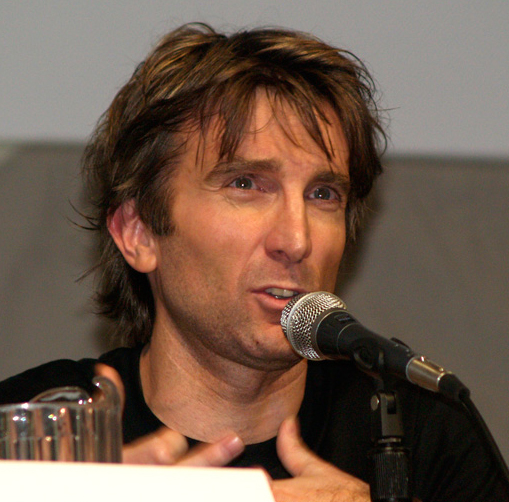
Sharlto Copley, protagonista de la película quien interpreta a Wikus van de Merwe.

- Sharlto Copley como Wikus van de Merwe, un trabajador del Departamento de Relaciones con Civilizaciones Extraterrestres en el MNU. El personaje fue el primer rol profesional del actor en la película. Actores como Eddie Murphy y Robin Williams influyeron al personaje. Blomkamp era amigo de Copley de su tiempo en Johannesburgo, y fue capaz de elegir un actor desconocido, como Copley, porque no estaba limitado por las exigencias de un gran estudio.
- Jason Cope como Grey Bradnam, el corresponsal jefe del UKNR. Cope también desempeñó el papel de Christopher Johnson y el idioma de todos los alienígenas.
- Eugene Khumbanyiwa como Obesandjo, un señor de la guerra de Nigeria.
- David James como el coronel Koobus Venter, un sádico mercenario enviado para capturar a Wikus. Antagonista principal de la película.
- William Allen Young como Dirk Michaels, MNU CEO.
- Louis Minnaar como Piet Smit, director de MNU (así como el suegro de Wikus).
- Mandla Gaduka como Fundiswa Mhlanga, asistente de Wikus durante el desalojo.
- Vanessa Haywood como Tania van de Merwe, esposa de Wikus.
- Robert Hobbs como Ross Pienaar
- Kenneth Nkosi como Thomas, un guardia de seguridad del MNU.
- Nathalie Boltt como Sarah Livingstone, una socióloga de la Universidad de Kempton Park.
- Strike Sylvaine como Katrina McKenzie, un médico del Departamento de Asistencia Social.
- John Sumner como Les Feldman, un ingeniero de MIL
- Nick Blake como Francois Moraneu, un miembro del equipo de Ingeniero CIV
- Jed Brophy como James Hope, el jefe de la policía ACU
- Vittorio Leonardi como Michael Bloemstein, gerente de Asuntos Civiles Alienígenas del MNU.
- Johan van Schoor como Nicolaas van de Merwe, padre de Wikus.
- Marian Hooman como Sandra van de Merwe, madre de Wikus.
- Stella Steenkamp como Phyllis Sinderson, un compañero de trabajo de Wikus.
- Tim Gordon como Clive Henderson, un entomólogo de la Universidad de WLG.
- Jonathan Taylor como el Doctor

## Temática

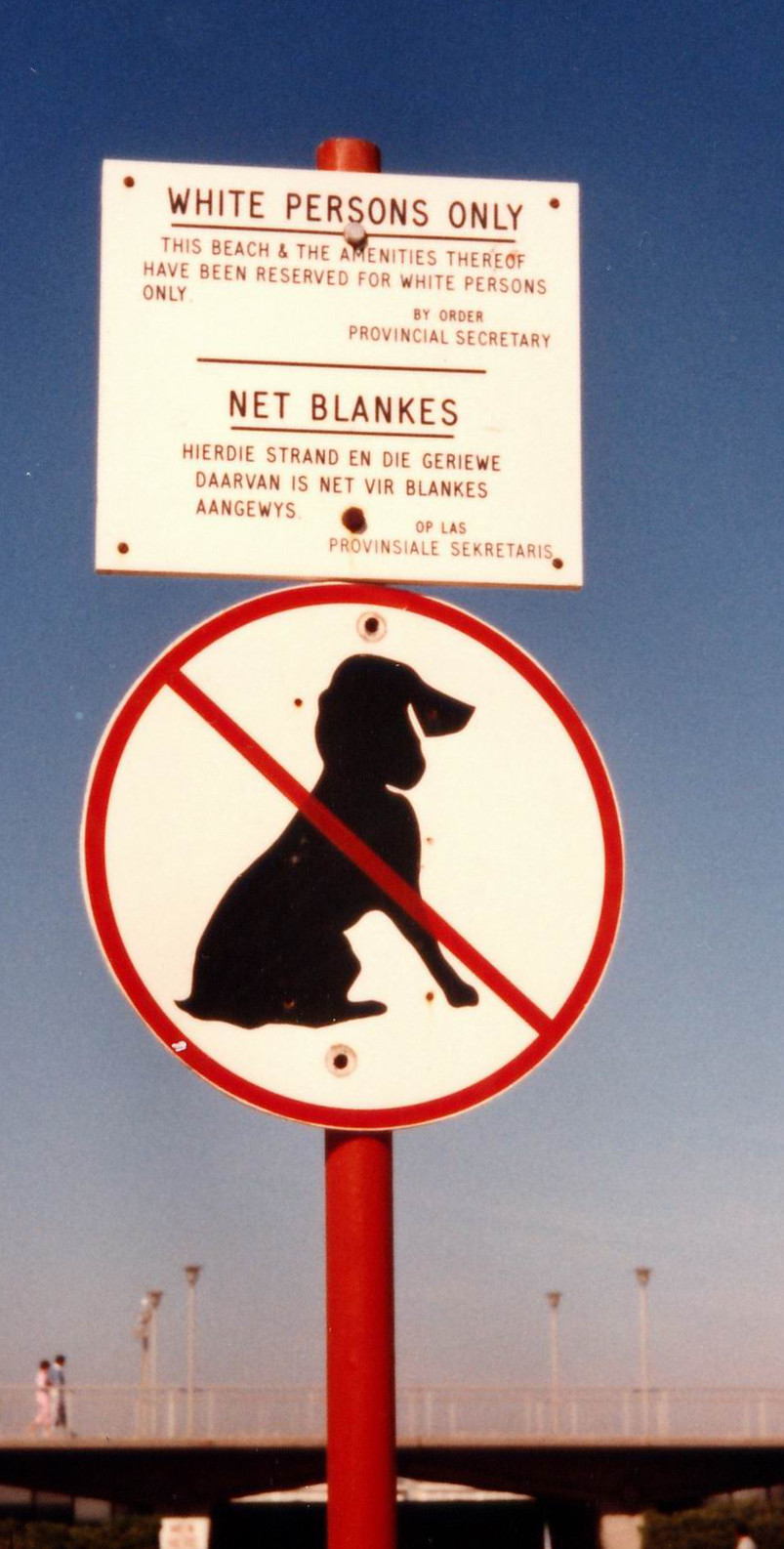
Uno de los principales temas que aborda District 9 es el racismo y la segregación, el filme también se inspiró en los acontecimientos que ocurrieron en la era del apartheid en Sudáfrica.

### Los desalojos forzosos
Como Alive in Joburg, el cortometraje en el que la película se basa, la creación del Distrito 9 se inspira en los acontecimientos históricos que tuvieron lugar en Sudáfrica durante la era del apartheid, con el título del filme hace referencia a todo el Distrito Seis. El Distrito Seis, una zona residencial en Ciudad del Cabo, fue declarado exclusivamente para "blancos" por el gobierno en 1966, con 60.000 personas desplazados por la fuerza y trasladados a Cabo Flats, 25 km (15 millas) de distancia. La película también hace referencia a los desalojos y desplazamientos forzados contemporánea a los nuevos guetos en el post-apartheid de Sudáfrica y la resistencia de los residentes. Esto incluye el gran intento de traslado forzoso de Joe Slovo Informal Settlement en Ciudad del Cabo a la Temporary Relocation Areas en Delft, el intento de desalojo de Abahlali baseMjondolo y los desalojos en la solución de choza, Chiawelo, donde la película se había centrado. El área de reubicación temporal llamado Blikkiesdorp también ha sido comparado con el campamento del Distrito 9 a través del Daily Voice.

### Xenofobia
Temas de racismo y la xenofobia son presentadas por la película, en forma de especismo, que le aplica a los alienígenas. El "especismo" se manifiesta a través de la palabra «langostino» para describir a los alienígenas, siendo una referencia para el langostino Parktown, una especie de rey cricket considerado una plaga en Sudáfrica. Sin embargo, el actor Sharlto Copley dijo que esto no era el foco principal en la obra, y que incluso se podría perder, pero seguiría trabajando a un nivel subconsciente.

### Las corporaciones y la privatización
Un tema subyacente en Distrito 9 es la dependencia estatal sobre las empresas multinacionales como un tipo de gobierno privado y militar, una referencia a Blackwater Worldwide y KBR/Halliburton, en los Estados Unidos, como empresas militares privadas. Como MNU representa el tipo de sociedad que se asocia con los gobiernos, el retrato negativo de MNU en la película puede ser vista como una declaración acerca de los peligros de los gobiernos de la externalización de sus ejércitos y las burocracias a contratistas privados.

## Marketing
Sony Pictures lanzó una campaña de marketing titulada "Acceso Restringido, Actividad Humana" (Restricted Area By Humans Only) para promocionar District 9. El equipo de marketing de Sony diseñó su material promocional para emular las carteleras de segregación que aparecen en la película. Vallas publicitarias, pancartas, carteles, pegatinas se dispersaron en locales específicos, donde las frases "Area Restringida", "Solamente Humanos" o "No Actividad Humana" tenía su descripción informativa e independiente. El material promocional también se presentó en la Convención Internacional de Cómics de San Diego 2008 señalando la página web, donde había una solicitud presentada por la organización ficticia Multi-National United (MNU). El sitio web cuenta con un sistema de alerta local de Johannesburgo (ajuste de la película), noticias, recomendaciones de conducta, las normas y reglamentos. Otros sitios web viral para la película también se puso en marcha, incluida una página web de la MNU con un temporizador de cuenta regresiva para el estreno de la película, un blog anti-MNU dirigido por el ficticio personaje alienígena Christopher, y una web educativa de la MNU.

## Producción

### Desarrollo

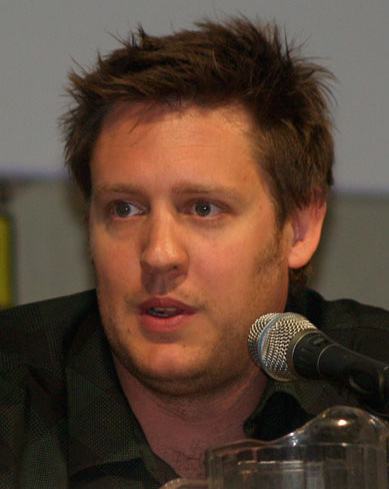
Neill Blomkamp debutó como director en esta película, cuya historia se basó en el cortometraje Alive in Joburg, también dirigida y escrita por él.

El productor Peter Jackson planeaba producir una adaptación para la gran pantalla de la franquicia de videojuegos de Halo con la dirección por primera vez de Neill Blomkamp. Debido a la falta de financiamiento la adaptación de Halo fue pospuesta. Jackson y Blomkamp discutieron perseguir un proyecto alternativo y finalmente escogió producir District 9. Blomkamp había dirigido anuncios y cortometrajes anteriormente, pero District 9 era su primer largometraje. El director coescribió el guion con Terri Tatchell y escogió filmarlo en Sudáfrica, donde él mismo había nacido. En District 9, Tatchell y Blomkamp emularon el mundo explorado en su cortometraje "Alive in Joburg", escogiendo personajes, eventos y conceptos que encontraban interesantes y recreándolos para el largometraje.

### Rodaje
La película fue filmada en Chiawelo, Soweto durante un tiempo de malestar en Alexandra, Gauteng y otras ciudades sudafricanas referente a enfrentamientos entre sudafricanos nativos y africanos nacidos en otros países. La localización que representa District 9 era de hecho un suburbio improvisado del que la gente estaba siendo forzosamente reubicada hacia viviendas subvencionadas por el gobierno. La película fue muy aclamada por su económico rodaje: su presupuesto final fue de 30 millones de dólares, y para una película de aliens es una cantidad muy baja, pues fue casi recuperada en la semana de estreno.
Blomkamp ha dicho que ninguna película ha influenciado District 9 pero cita películas de ciencia ficción como Alien, The Terminator, Terminator 2: el juicio final, Depredador y RoboCop como influencias subconscientes. El director ha dicho, "No sé si la película tiene ese sentimiento o no para la audiencia, pero quería que tuviese esa rigurosa sensación de 1980 — No quería que se viese brillante y pulida."

## Críticas
La película ha recibido críticas muy positivas, llegando a ser muy aclamada, con Rotten Tomatoes reportando que 90 % de los críticos entregaron una reacción positiva de la película, basada en un muestreo de 257 reseñas, con un calificación regular de 7.8 sobre 10. La página web escribió del conseso, «Técnicamente brillantes y emocionalmente desgarradora, District 9 tiene acción, imaginación, y todos los elementos de un clásico de ciencia ficción en su totalidad». En Metacritic, que asigna una calificación normal sobre 100 para las reseñas de los críticos de la corriente principal, la película ha recibido una puntuación de 81 basado en 36 reseñas, indicando «aclamación universal». En Spill.com, el largometraje recibió la posición más alta de Better Than Sex (Mejor que el sexo). IGN listó District 9 en el puesto 24 en la lista Las 25 Grandes Películas de Ciencia ficción.
Sara Vilkomerson de The New York Observer escribió: «District 9 es la película de ciencia ficción más excitante que venido en años; definitivamente, la película más emocionante del verano. Posiblemente, se mantenga como la mejor película vista en todo el año». Christy Lemire de la Associated Press estuvo impresionado por el argumento y el contenido temático, afirmando que «District 9 tiene la estética cautivadora de una película de ciencia ficción, pero realmente es más que un carácter dramático, un examen de cómo el hombre responde cuando es forzado a enfrentar su identidad durante circunstancia extraordinarias». Lisa Schwarzbaum de Entertainment Weekly lo describió como «locamente original, descaradamente político y totalmente emocionante...».
Roger Ebert elogió la película por «entregarnos alienígenas para recordarnos que no todo lo que viene en una nave espacial necesitar ser angelical, octópodo y de acero inoxidable», pero quejó que «[...] el tercer acto es decepcionante, involucrando acción estándar de tiroteo. No se intenta resolver la situación, y si eso es un final feliz, lo he visto más feliz. A pesar de su creatividad, la película sigue siendo la ópera espacial y evita los reinos superiores de la ciencia-ficción». Armond White de New York Press criticó fuertemente la película por su argumento extraño y una insensibilidad racial percibida a través de su alegórico apartheid. Él afirmó que «Blomkamp y Jackson lo quieren de todas maneras: La amenaza del vídeo de hoy en día de The Blair Witch Project, la violencia imparable como la benevolencia añadida de Independence Day de Spielberg: facticidad, mortal y un ágape cósmico. Esto es cómo el cine consigue volverse a la basura». La reseña fue inicialmente defendida por Roger Ebert, pero muy pronto después Ebert refirió a White como un troll, aunque White contó que Ebert fue en sí el troll, afirmando que Ebert fue presionado por su empleados para retractar su apoyo. Josh Tyler de Cinema Blend dijo que la película es única en interpretación y ejecución, pero lo considera ser una copia barata de la película 1988 Alien Nation.

### Controversia
Muchos nigerianos, dentro y fuera de Nigeria se sintieron profundamente ofendidos por la película. La ministra de Información de Nigeria, Dora Akunyili pidió a los cines nigerianos que censurasen o eliminasen las referencias específicas al país, por culpa de la imagen negativa de los nigerianos que da la película, mostrándoles como criminales y caníbales. Cartas de quejas fueron enviadas al productor y el distribuidor de la película exigiendo disculpas. Asimismo, la ministra afirmó que el apellido del líder mafioso, "Obesandjo", se asemeja al del antiguo presidente Olusegun Obasanjo. Más tarde, la película fue censurada en Nigeria; la Nigerian Film and Video Censors Board fue consultada para evitar que los cines muestren la película, y también confiscarla.
Muchos nigerianos también acusaron la película de xenofobia. Aparecieron peticiones en línea y grupos de Facebook llamado «District 9 odia a los nigerianos». Hakeem Kae-Kazim, actor británico nacido en Nigeria, también protestó por la representación de los nigerianos en la película, declarando al periódico "Beeld" que África era un lugar hermoso y que no se podía permitir que sus problemas queden reducidos a un pequeño grupo de personas.

## Premios

### Premios Oscar
| Año  | Categoría                | Persona                                             | Resultado  |
| ---- | ------------------------ | --------------------------------------------------- | ---------- |
| 2009 | Mejor Película           | Peter Jackson Carolynne Cunningham                  | Candidatos |
| 2009 | Mejor Guion adaptado     | Neill Blomkamp Terri Tatchell                       | Candidato  |
| 2009 | Mejores Efectos visuales | Dan Kaufman Peter Muyzers Robert Habros Matt Aitken | Candidatos |
| 2009 | Mejor Montaje            | Julian Clarke                                       | Candidato  |

### Premios BAFTA
| Año  | Categoría                  | Persona                                                          | Resultado  |
| ---- | -------------------------- | ---------------------------------------------------------------- | ---------- |
| 2009 | Mejor Director             | Neill Blomkamp                                                   | Candidato  |
| 2009 | Mejor Guion Adaptado       | Neill Blomkamp Terri Tatchell                                    | Candidatos |
| 2009 | Mejor Fotografía           | Trent Opaloch                                                    | Candidato  |
| 2009 | Mejor Diseño de Producción | Philip Ivey Guy Poltgieter                                       | Candidatos |
| 2009 | Mejor Sonido               | Brent Burge Chris Ward Dave Whitehead Michael Hedges Ken Saville | Candidatos |
| 2009 | Mejores Efectos Visuales   | Dan Kaufman Peter Muyzers Robert Habros Matt Aitken              | Candidatos |
| 2009 | Mejor Montaje              | Julian Clarke                                                    | Candidato  |

### Globos de Oro
| Año  | Categoría   | Persona                       | Resultado  |
| ---- | ----------- | ----------------------------- | ---------- |
| 2010 | Mejor Guion | Neill Blomkamp Terri Tatchell | Candidatos |

## Secuela
El director anunció que de hacerse una secuela de 'District 9' esta llegaría en bastante tiempo.
En una entrevista con Wired dijo: páginas para un proyecto que llevará por título 'District 10'. El cineasta añadió al respecto que lo escrito hasta ahora es “real y fresco”, pero que de momento no puede comprometerse con la secuela y que no supone una prioridad. De hacerse una secuela esta tardaría muchos años en llegar.
Blomkamp también anunció en la entrevista que había rechazado la posibilidad de trabajar en uno de los nuevos proyectos de 'Star Wars' cuando Simon Kinberg, productor de Elysium, se lo propuso.